# Cesarstwo Austrii

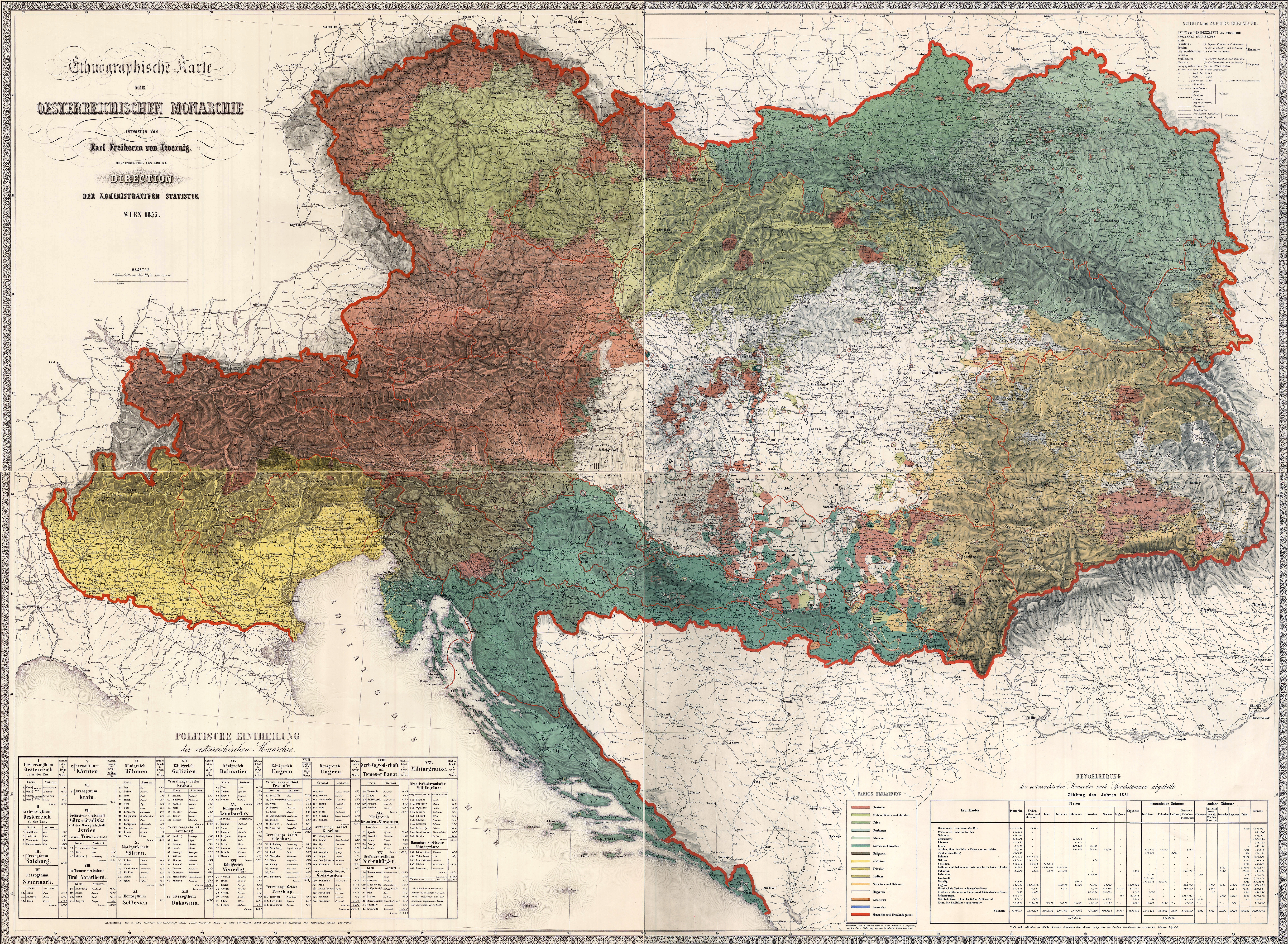
Mapa etnograficzna Cesarstwa Austrii, 1855

Cesarstwo Austrii (niem. Kaisertum Österreich, dawniej pisane Kaiserthum Oesterreich) – historyczne państwo w Europie utworzone w 1804 w reakcji na proklamowanie przez Napoleona I Cesarstwa Francuskiego.

## Historia

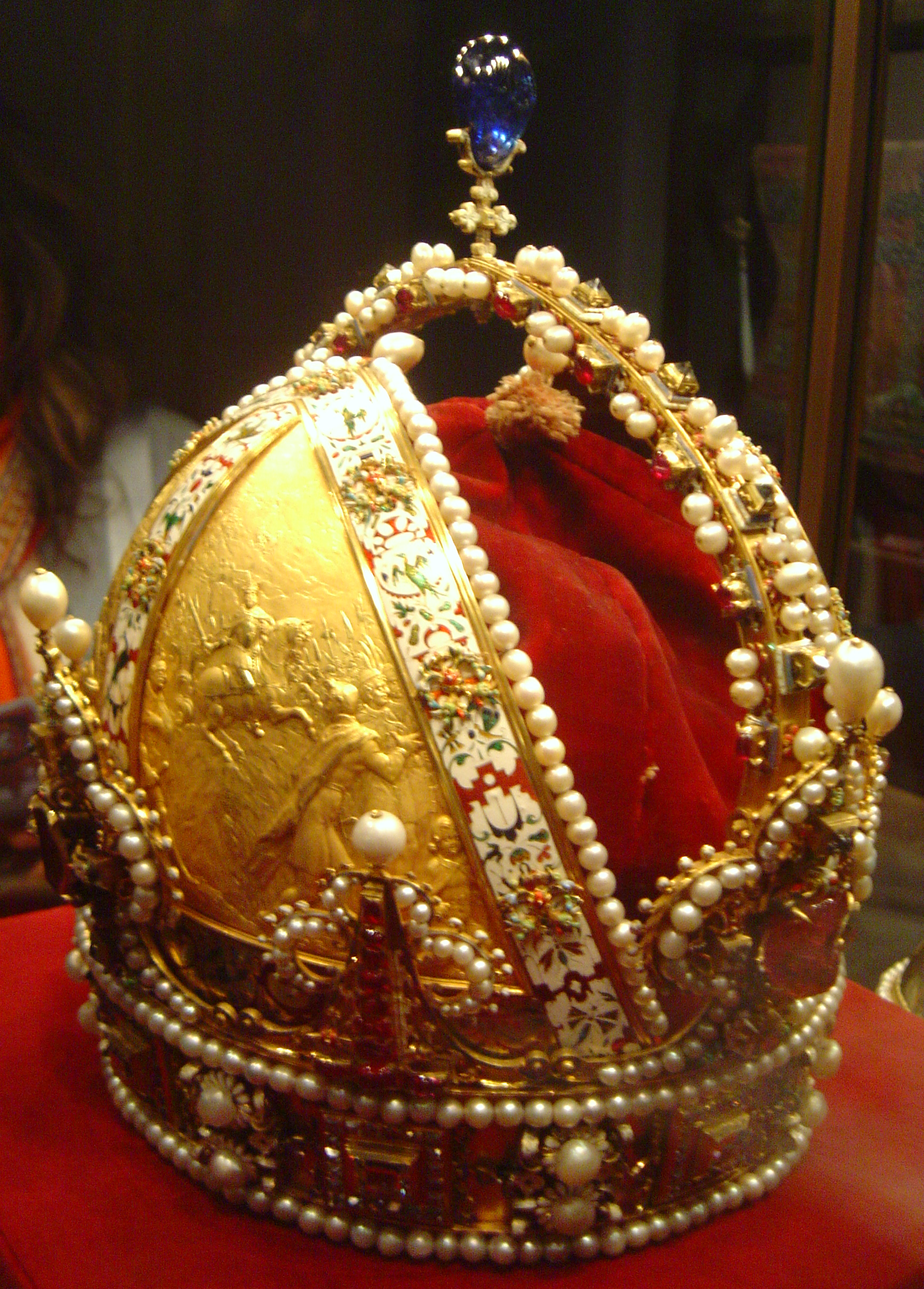
Austriacka korona cesarska

W latach 1804–1806 wchodziło w skład Świętego Cesarstwa Rzymskiego. Po jego rozwiązaniu 6 sierpnia 1806, w wyniku powstania zależnego od Francji Związku Reńskiego, istniało jako państwo dziedziczne Habsburgów do 1918, choć od 1867 stało się jedną z dwóch części dualistycznych Austro-Węgier. Pierwszym władcą Cesarstwa Austrii był Franciszek I Habsburg, zarazem ostatni władca Świętego Cesarstwa Rzymskiego jako Franciszek II. Jego następcami byli: Ferdynand I, Franciszek Józef I i Karol I.
W Cesarstwie nie przeprowadzano formalnej koronacji (w przeciwieństwie np. do Królestwa Węgier).
Od 1815 roku Cesarstwo Austrii było jednym z głównych decydentów europejskich, wchodząc w skład Świętego Przymierza. Jego polityką kierował przez blisko 40 lat kanclerz Klemens Metternich. O potędze Austrii świadczy fakt jej ciągłej ingerencji w wewnętrzne sprawy państw niemieckich i włoskich oraz Hiszpanii, a także ważna rola arbitra międzynarodowego podczas wojny krymskiej (1853–1856). Terytorium cesarstwa obejmowało Austrię właściwą, Tyrol, Styrię, Karyntię, Krainę, Czechy właściwe, Morawy, część Śląska, Węgry, Siedmiogród, Słowację, Dalmację, Slawonię, Galicję, Bukowiny, Wenecję i Lombardię.
Wiosna Ludów (1848–1849) nie ominęła też Austrii, która przeżyła niepokoje wewnętrzne i starcia z Węgrami (1848–1849).
Po abdykacji Ferdynanda I tron objął jego bratanek, Franciszek Józef I, który w 1849 wprowadził konstytucję (tzw. Konstytucja marcowa), na mocy której Cesarstwo Austrii tworzyły następujące kraje koronne:
- Arcyksięstwo Austriackie (Górnej i Dolnej Austrii) – Erzherzogtum Österreich;
- księstwo Salzburga – Herzogtum Salzburg;
- księstwo Styrii – Herzogtum Steiermark;
- Królestwo Illirii (księstwo Karyntii, księstwo Kranioli, książęce hrabstwo Gorycji i Gradyski) – Königreich Illyrien;
- margrabstwo Istrii i miasto Triest z okręgiem – Markgrafschaft Istrien und Stadt Triest mit Bezirk;
- książęce hrabstwo Tyrolu i Vorarlbergu – Gefürstete Grafschaft Tirol und Vorarlberg;
- Królestwo Czech – Königreich Böhmen;
- Margrabstwo Moraw – Markgrafschaft Mähren;
- księstwo wyższego i niższego (Górnego i dolnego) Śląska – Herzogtum Ober- und Niederschlesien;
- królestwo Galicji i Lodomerii z księstwami Oświęcimia i Zatora i z wielkim Księstwem Krakowskim – Königreich Galizien und Lodomerien mit den Herzogtümern Auschwitz und Zator und mit dem Großherzogtum Krakau;
- księstwo Bukowiny – Herzogtum Bukowina;
- Królestwo Dalmacji z Pomorzem chorwackim oraz miastem Fiume z okręgiem – Königreich Dalmatien, Kroatien und Slawonien;
- Królestwo Węgier – Königreich Ungarn;
- Wielkie Księstwo Siedmiogrodzkie z prowincją saską i żupaństwami Kraszna, środkowym Szolnok i Zarand, dystryktem Koewa i miastem Zillach – Grossherzogtum Siebenburg;
- okręgi wojskowe i pograniczne;
- Królestwo Lombardzko-Weneckie – Königreich Lombardo-Venetien.

W 1850 roku liczba ludności cesarstwa wynosiła 30,7 mln. Od połowy XIX wieku zaznaczył się stopniowy upadek potęgi Habsburgów austriackich: utrata wpływów w państwach niemieckich, klęski w wojnie z Francją i Piemontem (1859) i wojnie z Prusami (1866) oraz utrata ziem włoskich (1859-1866) i upadek koncepcji odbudowy Rzeszy Niemieckiej pod rządami Wiednia.
Od 1867 Cesarstwo Austrii razem z Królestwem Węgier tworzyło dwuczłonową monarchię austro-węgierską.
Od 1879 roku Austria wchodziła w koalicję z Cesarstwem Niemieckim, która po przyłączeniu się Włoch (1882) nazwana została Trójprzymierzem.

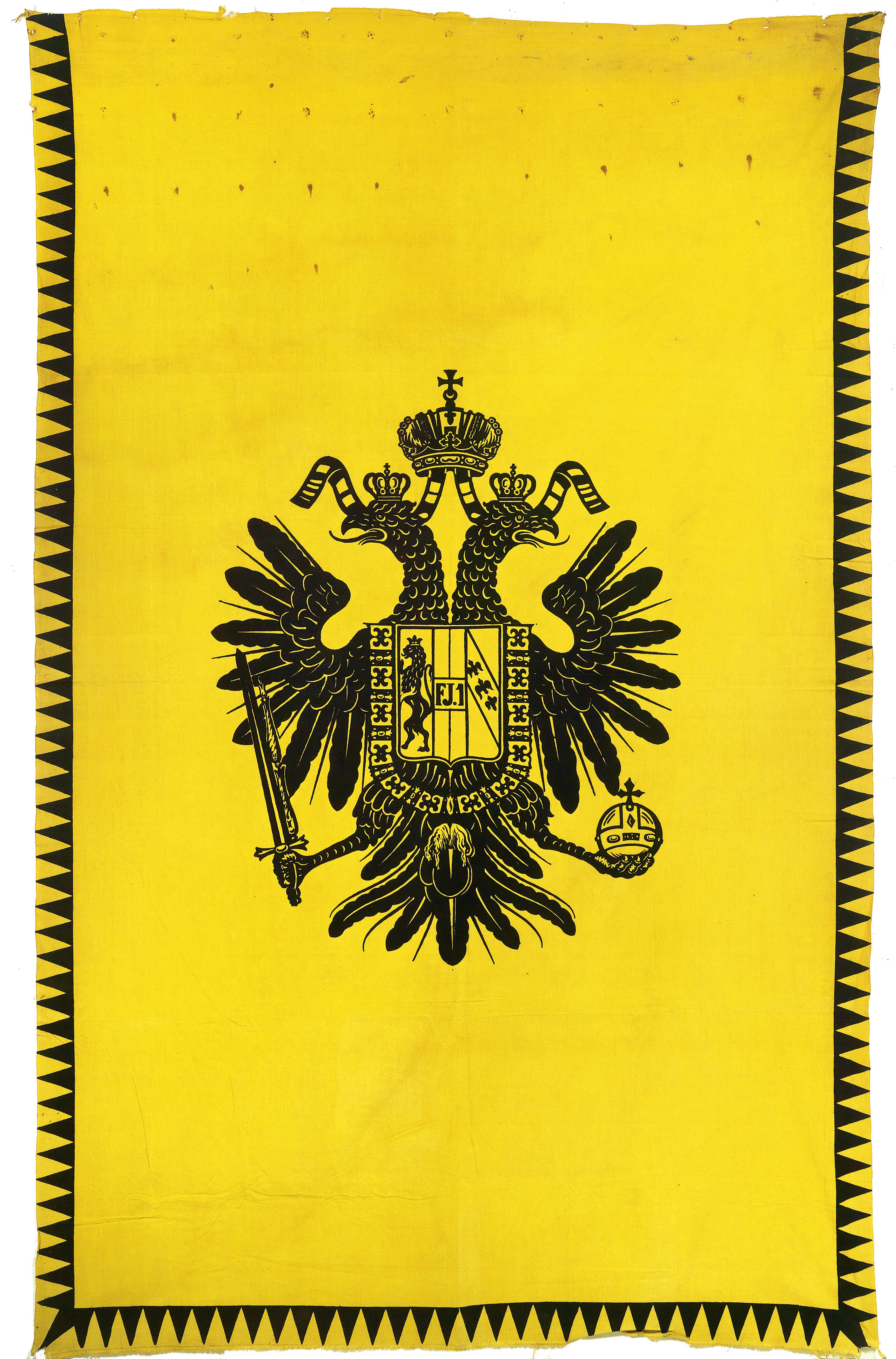
Sztandar Cesarstwa z okresu rządów Franciszka Józefa I

W rzeczywistości od tego momentu Austria zaczęła tracić samodzielność polityczną i podporządkowywać się interesom współkoalicjanta niemieckiego. Trudności zewnętrzne rzutowały również na kłopoty wewnątrz imperium – polityka germanizacyjna wywołała reakcje narodowościowe, które zmusiły władze centralne do złagodzenia swojej polityki, czego skutkiem było nadanie narodom imperium autonomii politycznej i kulturowej (np. Polakom galicyjskim, Czechom) oraz przyznanie najpotężniejszemu po Niemcach narodowi imperium – Węgrom – statusu narodu współrządzącego (1867). Dzięki temu starano się zapobiec wojnom wewnętrznym i nieuniknionemu rozpadowi imperium. W latach 1914–1918 Austria brała udział w I wojnie światowej po stronie Niemiec, Bułgarii i Turcji. Klęski poniesione w wojnie z Serbią (1914) i Rosją (1914–1915, 1916) zadecydowały o całkowitym podporządkowaniu jej polityki zagranicznej Niemcom. O klęsce imperium zadecydowały ostateczna porażka Niemiec na froncie zachodnim (1918) oraz ruchy rewolucyjne i narodowościowe wewnątrz państwa.
Istnienie państwa zakończyło ogłoszenie w Wiedniu republiki, potwierdzonej traktatem z Saint-Germain-en-Laye (1919) oraz wydzieleniem z terytorium cesarstwa niepodległej Czechosłowacji (z ziem Czech, Moraw, Śląska Czeskiego i Słowacji i zachodniej części Ksiestwa Cieszyńskiego (Zaolzie)), części Polski (w skład której weszły dawna Galicja i wschodnia część Ksiestwa Cieszyńskiego) oraz Królestwa Serbów, Chorwatów i Słoweńców (Królestwo SHS) (obejmującego m.in. Chorwację i Słowenię), a także rozszerzenie terytorium Rumunii o należące do monarchii Siedmiogród i Bukowinę. Ostatni cesarz Karol I zrzekł się udziału w rządach (bez formalnej abdykacji) i udał się na emigrację na portugalską Maderę.